# NGC 4871
NGC 4871 is een lensvormig sterrenstelsel in het sterrenbeeld Hoofdhaar. Het hemelobject werd op 10 mei 1863 ontdekt door de Duits-Deense astronoom Heinrich Louis d'Arrest.

## Synoniemen
- MCG 5-31-66
- ZWG 160.227
- DRCG 27-131
- PGC 44606